# Romula
Romula – łacińskie imię żeńskie; żeński odpowiednik imienia Romulus, które nosił legendarny założyciel Rzymu, a które według niektórych badaczy było obcego, nieindoeuropejskiego pochodzenia, natomiast według innych stanowiło ono spieszczenie imienia (dawniej przydomka) Roman, oznaczającego "rzymski". Patronką tego imienia jest św. Romula, męczennica z VI wieku.
Romula imieniny obchodzi 23 lipca.